# Pany de temps

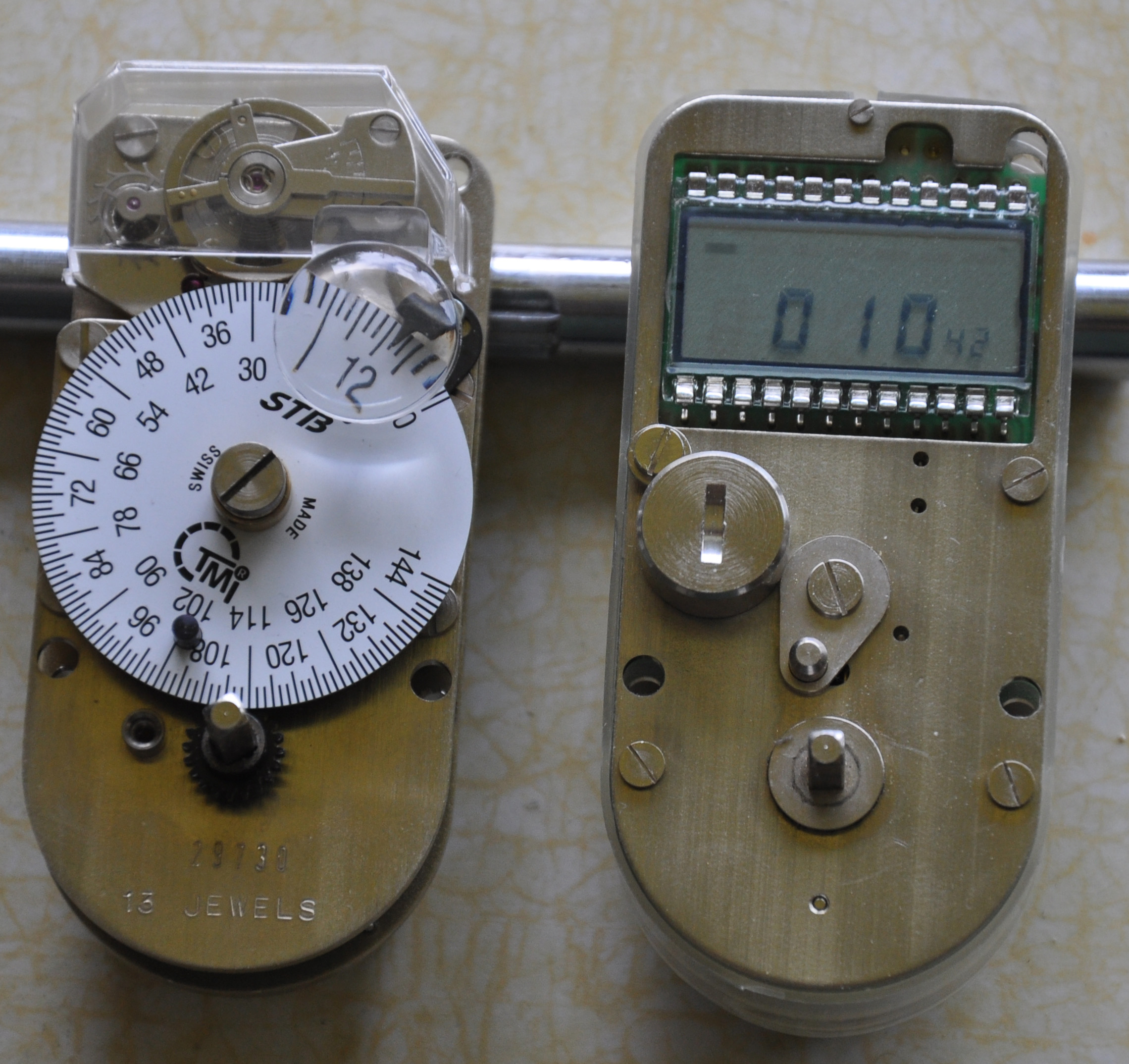
Un pany de temps mecànic i un d'electrònic, tots dos mostrant les 10:00. (10 hores, 42 min per a l'electrònic.)

Un pany de temps o cadenat de temps forma part d'un mecanisme de bloqueig que es troba normalment a les voltes cuirassades dels bancs i altres contenidors d'alta seguretat. El pany de temps és un temporitzador dissenyat per evitar l'obertura d'una caixa forta o d'una volta cuirassada fins que arribi a una hora preseleccionada, encara que es conegui la combinació d'obertura correcta.
Els panys de temps es munten a l'interior d'una porta de seguretat o a l'interior de la porta d'una cambra cuirassada. Normalment hi ha tres panys de temps a una porta. El primer en arribar al temps 0 permetrà obrir la porta; Els altres dos són de seguretat (back-up) .

## Descripció
Els panys de temps es van crear originalment per evitar que els delinqüents segrestessin i torturessin la gent que coneixia la combinació, i després utilitzés la informació extreta per obrir la caixa forta o la cambra cuirassada. Un altre ús és impedir l'entrada del personal autoritzat en horari no autoritzat.
Els panys de temps electrònics moderns tenen algunes funcions no disponibles en els panys de temps mecànics, com temporitzadors per a reiniciar a zero i activació de temps preestablerts.
Un pany de temps és un concepte diferent dels panys retardats.